# 日清食品チルド
日清食品チルド株式会社（にっしんしょくひんチルド 英: NISSIN CHILLED FOODS CO.,LTD.）は、日本の食品製造販売会社。日清食品ホールディングスの100%子会社。2008年（平成20年）10月1日、日清食品の持株会社制移行に伴い、旧・日清食品のチルド食品事業部門を独立し新たに設立された。

## 概説
1983年（昭和58年）に独自の麺製造技術、マーケティング手法を活用し、チルド麺の販売を開始した日清食品は、ブランドの少ないチルド麺市場に「日清焼そば」「日清のラーメン屋さん」「行列のできる店のラーメン」などといった、数多くのヒット商品を投入してきた。
2008年（平成20年）の新会社設立にあたり、「鮮度感あるおいしさ」にこだわった、コンセプトを明確にした品質重視の製品を数多く生産している。

## 主な製品
（現在）
- 日清のラーメン屋さん
- 日清 行列のできる店のラーメン
- つけ麺の達人
- 日清焼そば
- どん兵衛
- 料亭のまかないうどん
- 日清のサラダ麺シリーズ
- 日清の春雨おかずシリーズ
- 有名店シリーズ
  - 鶴橋風月焼きそば
  - 横浜大飯店監修シリーズ
  - アウトドアスパイス ほりにし監修焼そば[2]
- B-1グランプリシリーズ
- 専門店の看板メニューシリーズ
- チルドレンジカップシリーズ

ほか
（過去）
- 中華風涼麺
- 和風涼麺
- 日清食品の焼そば屋さん
- 日清のソース焼そば
- 日清食品のインスタント生ラーメン
- 日清食品のうどん屋さん
- 家族の焼そば
- 日清のチャンポン
- それいけ!アンパンマンやきそば
- 妖怪ウォッチやきそば ジバニャンのニャポリタン味ソース - 2014年9月発売[3]。
- 妖怪ウォッチ 鍋用ラーメン - 2015年9月21日発売[4]。

ほか

## 事業所
- 東京本社：東京都新宿区新宿6-28-1
- 大阪本社：大阪市淀川区西中島4-1-1
- 営業所：仙台、名古屋、広島、福岡

## 製造所
- 北海道苫小牧市（製造所固有記号NHT）
- 北海道石狩市（製造所固有記号NPS）
- 宮城県仙台市（製造所固有記号NPM）
- 埼玉県加須市（製造所固有記号NKP）
- 埼玉県羽生市（製造所固有記号NYF）
- 神奈川県横浜市（製造所固有記号NPY）
- 愛知県清須市（製造所固有記号NPK）
- 兵庫県西宮市（製造所固有記号NPO）
- 広島県広島市（製造所固有記号NPH）
- 広島県福山市（製造所固有記号NIR）
- 福岡県糟屋郡（製造所固有記号NPQ）
- 福岡県朝倉郡（製造所固有記号N9T）

## 関連会社
- 埼玉日清食品株式会社
- 相模フレッシュ株式会社

## CM・スポンサー協賛
CM
- 今井翼（当時タッキー&翼） - つけ麺の達人
- 結城貢 - 日清のラーメン屋さん（過去）

イベント協賛
- 大つけ麺博